# Рейнмар фон Хагенау
Рейнмар фон Хагенау (нем. Reinmar von Hagenau), также известный как Рейнмар Старый (нем. Reinmar der Alte)  — немецкий средневековый поэт и музыкант периода раннего миннезанга.

## Биография
Рeйнмар был выходцем из Эльзаса (по другим данным — Хагенау). Около 1190 г. он появился при дворе герцога Леопольда V в Вене и возможно сопровождал герцога в крестовом походе 1190 г.

## Творчество
Творчество Рейнмара составляют 80 песен, из которых примерно 60 считаются аутентичными. Благодаря великолепной стихотворной форме, богатству нюансов и элегантности песни Рейнмара считаются шедеврами традиционного миннезанга. Мейстерзингеры причисляли его к своим двенадцати старым мастерам. Людвиг Уланд называл его «схоластом несчастной любви». Стихи Рейнмара собраны в Манесском Кодексе. Музыка (не всегда поддающаяся расшифровке, поскольку записана адиастематическими невмами) сохранилась к 7 стихотворениям Рейнмара.

## Публикации текстов
- Рейнмар фон Хагенау. Песни / Пер. В. Б. Микушевича // Стихотворения / Вальтер фон дер Фогельвейде ; издание подготовили В. В. Левик, В. Б. Микушевич, Б. И. Пуришев, Д. Л. Чавчанидзе ; ответственный редактор Б. И. Пуришев. — М. : Наука, 1986. — Дополнения. — С. 178—220. — 381 с. — (Литературные памятники / Академия наук СССР ; председатель редколлегии Д. С. Лихачёв). — 50 000 экз.